# Sceloporus macdougalli
Sceloporus macdougalli este o specie de șopârle din genul Sceloporus, familia Phrynosomatidae, descrisă de Worthington George Smith și Bumzahem 1953. A fost clasificată de IUCN ca specie cu risc scăzut. Conform Catalogue of Life specia Sceloporus macdougalli nu are subspecii cunoscute.